# Rauma Marine Constructions

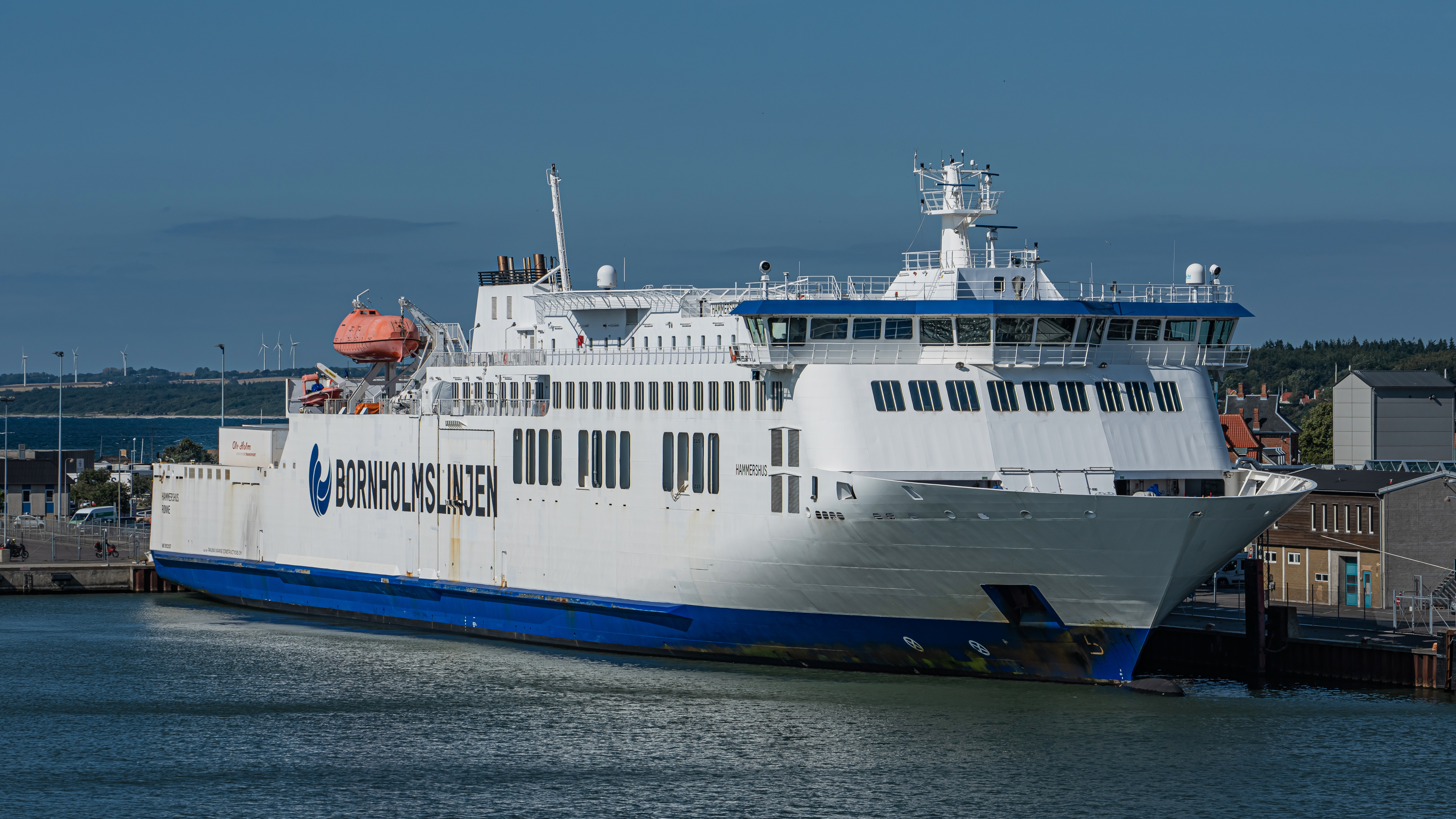
M/S Hammershus, levererad 2018

Rauma Marine Constructions Oy  är ett finländskt varvsföretag i Raumo i Satakunta i Finland. Rauma Marine Constructions bildades efter det att STX Finland lade ned varvet i Raumo 2014 och Raumo stad köpt varvsområdet.

## Historik
Skeppsbyggandet i Raumo började redan på 1500-talet, då stadens första skeppsvarv etablerades. Det byggdes segelfartyg i Raumo ända fram mot slutet av 1800-talet. Det sista segelfartyget byggt i Raumo sjösattes 1891. Därefter upphörde skeppsbyggandet i Raumo ända fram till slutet av andra världskriget och grundandet av F.W. Hollming Oy:s varv i Korkeakari, som skulle bygga krigsskadeståndsskonare till Sovjetunionen. Fram till 1952 byggde Hollmings varv sammanlagt 34 skonare. Efter det att krigsskadeståndskraven uppfyllts, styrdes produktionen över mot att tillverka moderna fartyg av stål. Fram till slutet av 1970-talet var sovjetiska beställare den främsta kundgruppen.
Rauma-Raahe Oy var ett andra i Raumo verksamt skeppsvarv, som liksom Hollmings varv började bygga krigsskadeståndsfartyg 1945. Rauma-Raahe kom att ingå i Rauma-Repola, ett finländskt verkstads- och skogsindustriföretag, som bildades 1952 och var verksamt till 1990. Hollmings varv och Rauma-Repolas varvsverksamheter slogs samman 1991 i Finnyards, som norska Aker Maritime köpte 1998. Varvsföretaget, som därefter drevs under namnet Aker Finnyards, slogs ihop med Kvaerner Masa-Yards 2004. Namnet STX Finland togs i bruk 2008, efter det att företaget köpts av sydkoreanska STX Europe.

## Från STX Finland till Rauma Marine Constructions
STX Finland offentliggjorde i september 2013 att varvet i Raumo skulle läggas ner, vilket innebar att cirka 600 anställda sades upp.
År 2014 köpte Raumo stad varvsområdet av STX, inklusive byggnader och lösöre. STX fanns kvar på varvet som hyresgäst fram till slutet av juni 2014 och slutförde beställda arbeten. Ett nytt skeppsvarv, Rauma Marine Constructions, med inledningsvis cirka 50 anställda, grundades samma år.
Ett kontrakt tecknades i juni 2016 mellan Rauma Marine Constructions och det danska rederiet Molslinjen för byggandet av ett ro-paxfartyg för Bornholmsrutterna. M/S Hammershus levererades i augusti 2018. Det finländska forskningsfartyget R/V Aranda förlängdes 2018. En avsiktsförklaring tecknades om att bygga fyra korvetter av Pohjanmaa-klass för Finlands flotta från omkring 2019. En färja för Tallink skall vara färdig 2022, rederiet har tidigare låtit bygga fyra färjor på varvet.